# Copacabana (film, 2010)
Pour les articles homonymes, voir Copacabana (homonymie).
Pour plus de détails, voir Fiche technique et Distribution.
Copacabana est un film français réalisé par Marc Fitoussi, sorti en 2010.

## Synopsis

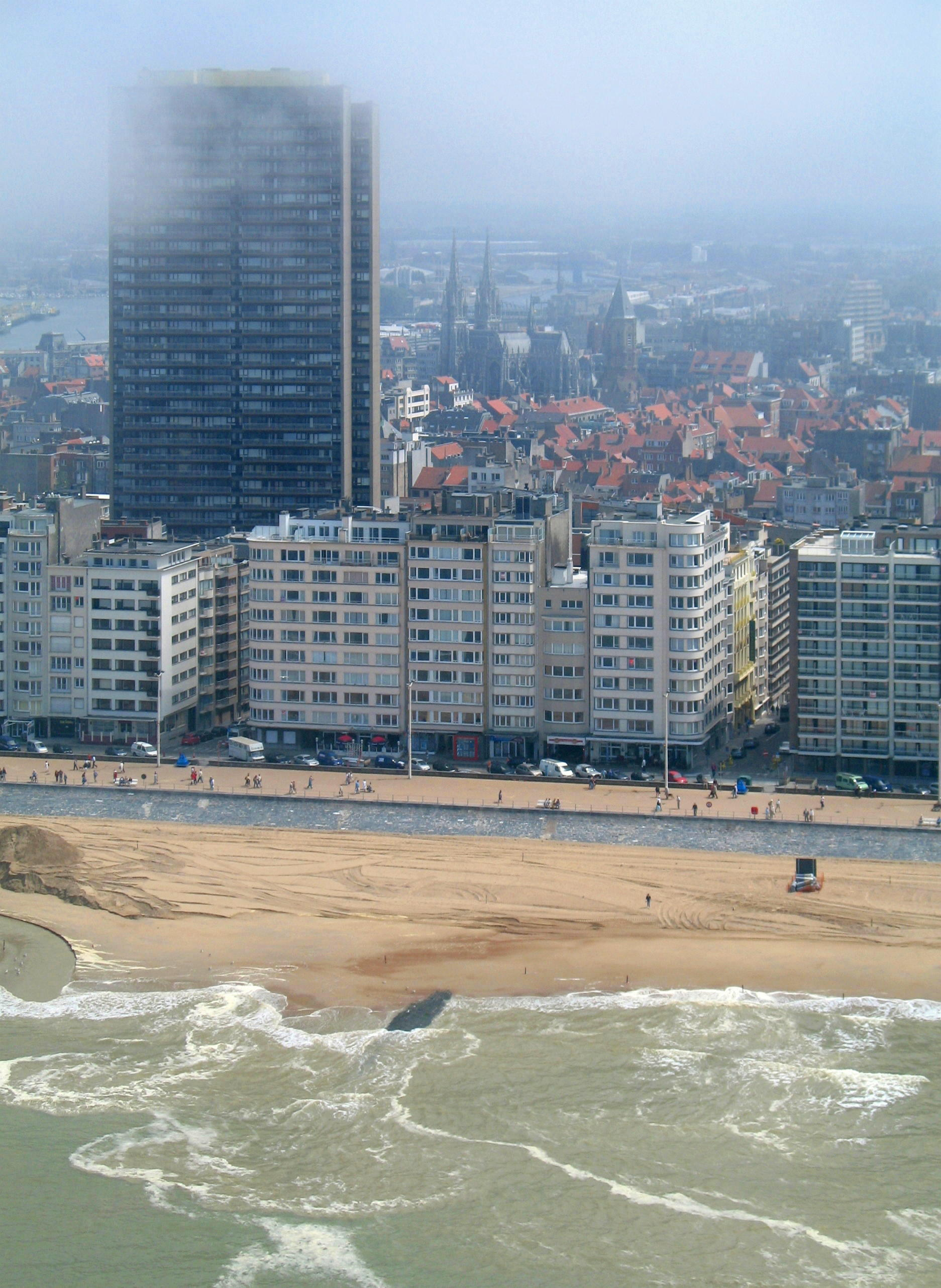
Ostende, où se déroule une grande partie du film.

Ancienne baba-cool et globe-trotter, Babou ne s'est jamais préoccupée des conventions ni de sa réussite sociale. Revenue à Tourcoing pour s'installer auprès de sa fille, elle vivote grâce à l'aide sociale, enchaînant les petits boulots. Très différente, Esméralda aspire à une vie rangée et rêve de fonder une famille. Lorsqu'elle annonce à sa mère qu'elle ne veut pas l’inviter à son mariage, Babou, piquée au vif dans son amour maternel, accepte un emploi de vendeuse d'appartements en multipropriété à Ostende. Malgré diverses avanies, elle s'accroche à ce boulot ingrat, bien décidée à prouver à sa fille qu'elle est capable de stabilité et à lui offrir un cadeau de mariage digne de ce nom.

## Fiche technique
- Titre : Copacabana
- Réalisation : Marc Fitoussi
- Scénario : Marc Fitoussi
- Photographie : Hélène Louvart
- Son : Olivier Le Vacon
- Décors : Michel Barthélémy
- Costumes : Anne Schotte
- Montage : Martine Giordano
- Musique originale: Tim Gane (du groupe Stereolab) et Sean O’Hagan (du groupe The High Llamas)
- Pays de production :  France,  Belgique
- Productrice : Caroline Bonmarchand
- Coproducteurs : Karl Baumgartner, Christoph Friedel et Claudia Steffen
- Sociétés de production : Arte France Cinéma, Mars Films, Avenue B et Caviar Films
- Sociétés de distribution : Mars Distribution, Cinéart (Belgique=,Pathé Films AG (Suisse romande)
- Genre : Comédie
- Budget : 3,49 M€[1]
- Format : couleur - 1,85:1 - 35 mm - Son Dolby SRD et DTS
- Durée : 107 minutes
- Dates de sortie : 
  - France : mai 2010 (Festival de Cannes 2010 dans la Semaine de la critique)
  - France : 7 juillet 2010 dans les salles
  - Suisse romande : 7 juillet 2010
  - Belgique : 11 août 2010

## Distribution
- Isabelle Huppert : Babou

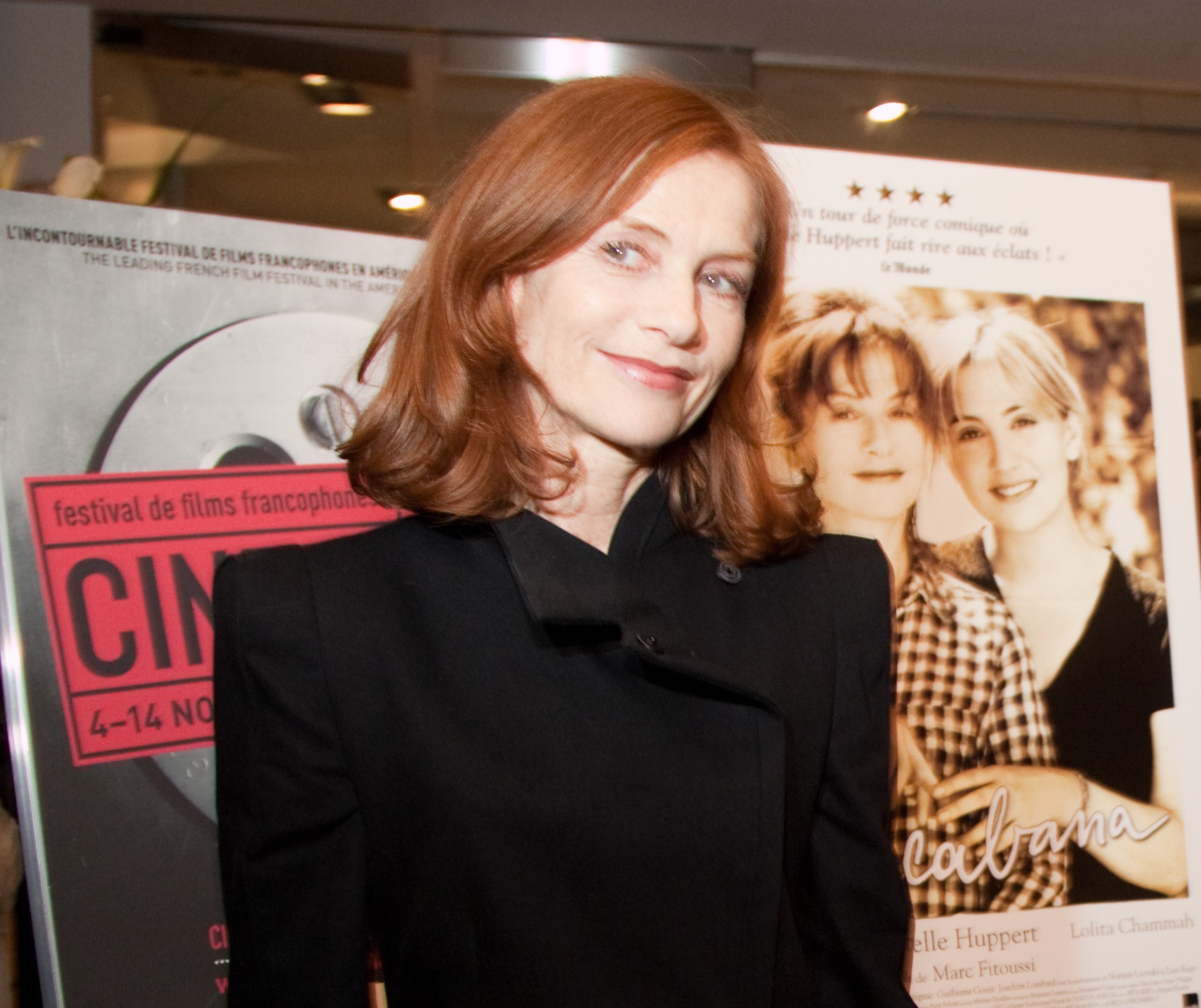
L'actrice Isabelle Huppert pour la présentation du film au festival Cinemania 2010.

- Aure Atika : Lydie, la chef des ventes à Ostende
- Lolita Chammah : Esméralda, la fille de Babou
- Jurgen Delnaet : Bart, la rencontre à Ostende, docker
- Chantal Banlier : Irène, la colocataire de Babou à Ostende
- Magali Woch : Sophie, la jeune vagabonde à Ostende
- Nelly Antignac : Amandine, une collègue à Ostende
- Guillaume Gouix : Kurt, le jeune vagabond à Ostende
- Joachim Lombard : Justin, le petit ami d'Esméralda
- Noémie Lvovsky : Suzanne, amie de Babou
- Luis Rego : Patrice, le bon ami de Babou à Tourcoing
- Cyril Couton : Martial, le supérieur de Lydie
- Lise Lamétrie : Geneviève
- la troupe Sabor Brasil

## Autour du film
- Isabelle Huppert et Lolita Chammah sont mère et fille dans la vie. Lolita est apparue enfant et adolescente, aux côtés de sa mère, dans Une affaire de femmes de Claude Chabrol, Malina de Werner Schroeter et La Vie moderne de Laurence Ferreira Barbosa. Après Copabacana, elles se sont retrouvées dans Barrage de Laura Schroeder.